# Scooby-Doo și Școala de Vampiri
Scooby-Doo și Școala de Vampiri (engleză Scooby-Doo and the Ghoul School) este un film de televiziune produs pentru sindicare de Hanna-Barbera, făcând parte din seria de filme Hanna-Barbera Superstars 10.
Premiera în România a fost pe Boomerang la Boomerang Cinema și pe Cartoon Network la Cartoon Network Cinema.

## Rezumat
Scooby Doo, Shaggy și Scrappy Doo vizitează o școală bântuită. După ce fetele sunt răpite, ține de Scooby, Shaggy și Scrappy Doo să le salveze.

## Legături externe
- Scooby-Doo și Școala de Vampiri la Internet Movie Database